# Baloči
Baloči (cyr. Балочи) – wieś w Czarnogórze, w gminie Podgorica. W 2011 roku liczyła 42 mieszkańców.